# Matteo de Augustinis
Matteo de Augustinis (Felitto, 15 aprile 1799 – Napoli, 8 ottobre 1845) è stato un avvocato ed economista italiano, di idee liberali, scrisse saggi di economia sociale che lo misero in cattiva luce agli occhi del governo borbonico di Napoli, che lo fece arrestare per le sue idee politiche.

## Biografia
Nato in una famiglia agiata di Felitto, borgo in provincia di Salerno, a soli 10 anni si trasferì a Napoli, presso uno zio, dove studiò e divenne avvocato.
Influenzato dalle emergenti idee liberaldemocratiche si dedicò intensamente alla pubblicazione di saggi e di articoli sulla stampa e sulle riviste politiche di Napoli con lo scopo di divulgare il suo pensiero contraddistinto da una forte volontà di cambiamento sociale.
Nel 1837, per la sua attività politica venne accusato di partecipare ad un complotto con gli avvocati Carlo Poerio (1803-67) e Francesco Paolo Bozzelli (1786-1864) e fatto arrestare dal governo borbonico, rilasciato, venne arrestato una seconda volta nella notte tra il 16 e il 17 marzo 1844. Detenuto a Castel S. Elmo, venne scarcerato dopo 7 mesi il 21 settembre successivo al suo arresto.
Pochi mesi dopo, venne colpito da un improvviso malore il 05 ottobre e, dopo pochi giorni di agonia, morì l' 08 ottobre 1845.
Nel suo paese d'origine gli è stata dedicata una piazza ed un edificio scolastico elementare, mentre, nella città di Napoli, in via Cisterna dell'olio, sulle pareti esterne dell'abitazione in cui è scomparso, gli è stata dedicata una lapide commemorativa che recita "Vittima di Crudele Prigionia Borbonica di pubbliche libertà apostolo fervene - Maestro insigne di diritto e di economia sociale, ancor giovane d'anni morì in questa casa nel dì VIII d'ottobre MDCCXLV Matteo De Augustinis - Il Comune di Napoli VIII Ottobre MCMXVI"